# ثيغام
الثّيغام أو الثغام أو النصي واسمه العلمي (Stipagrostis plumosa) وهي حشيشة معمرة من الفصيلة النجيلية.

## الوصف
يبلغ طولها 60 سم، تتفرع سيقانها من كتل ورقية صغيرة متجمعة أعلى سطح التربة، أوراقها خيطية ودقيقة ومتقعرة قليلًا نحو الداخل، للسنيبلات لون أصفر شاحب في الأعلى وبنفسجي في الأسفل. تغطي شعيرات كثيفة بيضاء أعلى النبات.

## في الشعر
شبه أحد الشعراء ابيضاض شعر رأسه بنبات الثغام قائلًا:
وقال آخر:

## الانتشار
يتأقلم النبات مع البيئة الصحراوية و يتكاثر في المواطن الرملية، يزهر بعد سقوط الأمطار ويعد من النباتات الرعوية للماشية.